# بادي أوسوليفان
بادي أوسوليفان (بالإنجليزية: Paddy O'Sullivan)‏ هي جاسوسة أيرلندية، ولدت في 3 يناير 1918 في دبلن في جمهورية أيرلندا، وتوفيت في 5 مارس 1994 في إيلكي ‏ في المملكة المتحدة.